# Germaine Lubin
Pour les articles homonymes, voir Lubin.
Germaine Lubin, née le 1er février 1890 au 60, rue de Miromesnil dans le 8e arrondissement de Paris et morte le 27 octobre 1979 dans le 7e arrondissement de Paris, est une soprano française, une des divas internationales de l'entre-deux-guerres.

## Biographie

### Formation (1890-1911)
Germaine Lubin naît à Paris, fille d'une métropolitaine et d'un pharmacien masogan de Guyane, Samuel Lubin, qui lui enseigne le piano dès l'âge de six ans. Elle fait sa scolarité au collège Sévigné et se destine à des études de médecine.
À dix huit ans, elle se présente au Conservatoire national de musique et de déclamation, où elle est reçue à l'unanimité et fait l'admiration de Gabriel Fauré. Son premier professeur de chant y est Auguste Martini. Elle est formée à la déclamation dans la classe d'opéra comique de Jacques Isnardon. De 1909 à 1912, elle suit l'enseignement de Félia Litvinne à Paris et de Lilli Lehmann à Berlin. 
Peu avant la Première Guerre mondiale, elle se dispute avec son père, auquel elle reproche d'être trop présent et de faire obstacle à sa carrière. Dépité, ce dernier retourne vivre en Guyane. Pour la jeune femme, c'est une libération. Sa « perfection plastique », classique et sculpturale, sa taille haute, ses yeux bleus et sa chevelure blonde ne peuvent que la prédestiner à incarner les grandes héroïnes wagnériennes.

### De l'Opéra-Comique à l'Opéra (1912-1919)
En 1912, elle obtient trois premiers prix (chant, opéra et opéra-comique) au Conservatoire de Paris. Aussitôt engagée par Albert Carré, elle commence le 13 novembre sa carrière à l'Opéra-Comique dans le rôle d'Antonia des Contes d'Hoffmann d'Offenbach,. Elle est l'interprète favorite de Gabriel Fauré, qui se plaît à l'appeler « ma belle statue » et n'hésite pas à lui dire : « J'aime votre voix, elle ne ressemble à aucune autre ».
En 1913, elle épouse Paul Géraldy, auteur du recueil de poèmes Toi et Moi, dont Germaine Lubin est probablement l'inspiratrice. De leur amour naît en 1916 un fils, Claude, qui se suicidera le 13 novembre 1953, d'un coup de revolver dans la tête.
Elle rejoint le palais Garnier en 1914 pour y effectuer, jusqu'en 1944, presque toute sa carrière. Elle interprète des rôles lyriques tels que Marguerite du Faust de Charles Gounod, Thaïs de Jules Massenet, joue le rôle de Camille dans Zampa ou La fiancée de marbre de Ferdinand Herold, celui de Koethe dans Le Pays de Guy Ropartz avant d'aborder des rôles plus difficiles : les rôles titre de Aïda, de Verdi, et  Salammbô, de Reyer, la Marguerite de La Damnation de Faust de Berlioz et ses premiers Wagner, Elsa, Élisabeth, Éva, Sieglinde.
En 1919, elle donne à Pierrefitte un concert de soutien aux « Poilus » rescapés en présence de Philippe Pétain, vainqueur nouvellement honoré du titre de maréchal. S'ensuit une correspondance intime de plusieurs années, seul indice d'une rumeur au sujet d'une liaison, qui deviendra à la fin de l'Occupation une accusation. Détruite par la destinataire, il n'en restera que le faible écho qu'elle en donnera oralement, qu'elle ne cessera d'admirer le héros de Verdun, qu'il avait l'âge de son père et qu'elle le trouvait très bel homme.

### Vedette créatrice de rôles (1920-1939)
Toujours en quête de perfection, Germaine Lubin s'interdit de se reposer sur ses succès et poursuit tout au long des années vingt un travail pour parfaire sa voix, avec Jean De Reszké et Félia Litvinne, ainsi que sa présence scénique, avec Lilli Lehmann,. Les jalousies professionnelles sont féroces et son perfectionnisme, son ambition aussi, lui valent la réputation d'être hautaine. Avec la célébrité vient l'isolement moral, celui d'une déesse inaccessible. En 1926, elle se sépare de son mari. Deux ans plus tard, elle refait sa vie avec un des directeurs des éditions Larousse, Jacques Moreau. Ils ont une fille, Dominique. Ces tribulations personnelles l'empêchent de donner suite aux propositions venues d'Outre-Atlantique et notamment du Metropolitan Opera.
Elle crée plusieurs rôles de l'opéra moderne. Sa voix, devenue un fleuve immense et somptueux, aux grave et médium de velours et à l'aigu lumineux, lui donne accès aux grands rôles dramatiques : Donna Anna, la Maréchale, Alceste, Iphigénie, Fidelio, Brünnhilde, Kundry et Isolde, « le rôle de sa vie », qu'elle chante pour la première fois en 1930, en français, et dont elle assure en allemand une triomphale centième au palais Garnier en 1938 sous la direction de Wilhelm Furtwängler.
Vedette internationale, elle est ovationnée sur toutes les grandes scènes européennes. Le 20 février 1938, elle incarne Sieglinde au Staatsoper Unter den Linden à Berlin. Dans sa loge, elle reçoit le compliment d'Hermann Goering, que lui présente l'ambassadeur André François-Poncet. En juillet 1938, sa Kundry, interprétée sous la direction de Franz von Hoesslin à Bayreuth, fait d'elle une véritable idole. Elle est reçue à la villa Wahnfried par Winifred Wagner, qui la présente à deux hôtes intimes, Hitler et Goebbels. Cette même année, elle a rejoint la « section des artistes » du Parti populaire français, organisation d’extrême droite radicale créée en 1936 par Jacques Doriot. Elle est invitée derechef l'année suivante, en août 1939, pour chanter sous la direction de Victor de Sabata encore une fois Isolde, mais à Bayreuth, aux côtés de Max Lorenz. Hitler, qui assiste au concert, la complimente : « De toute ma vie, je n'ai jamais vu ni entendu une telle Isolde ».

### Sous l'Occupation (1940-1944)

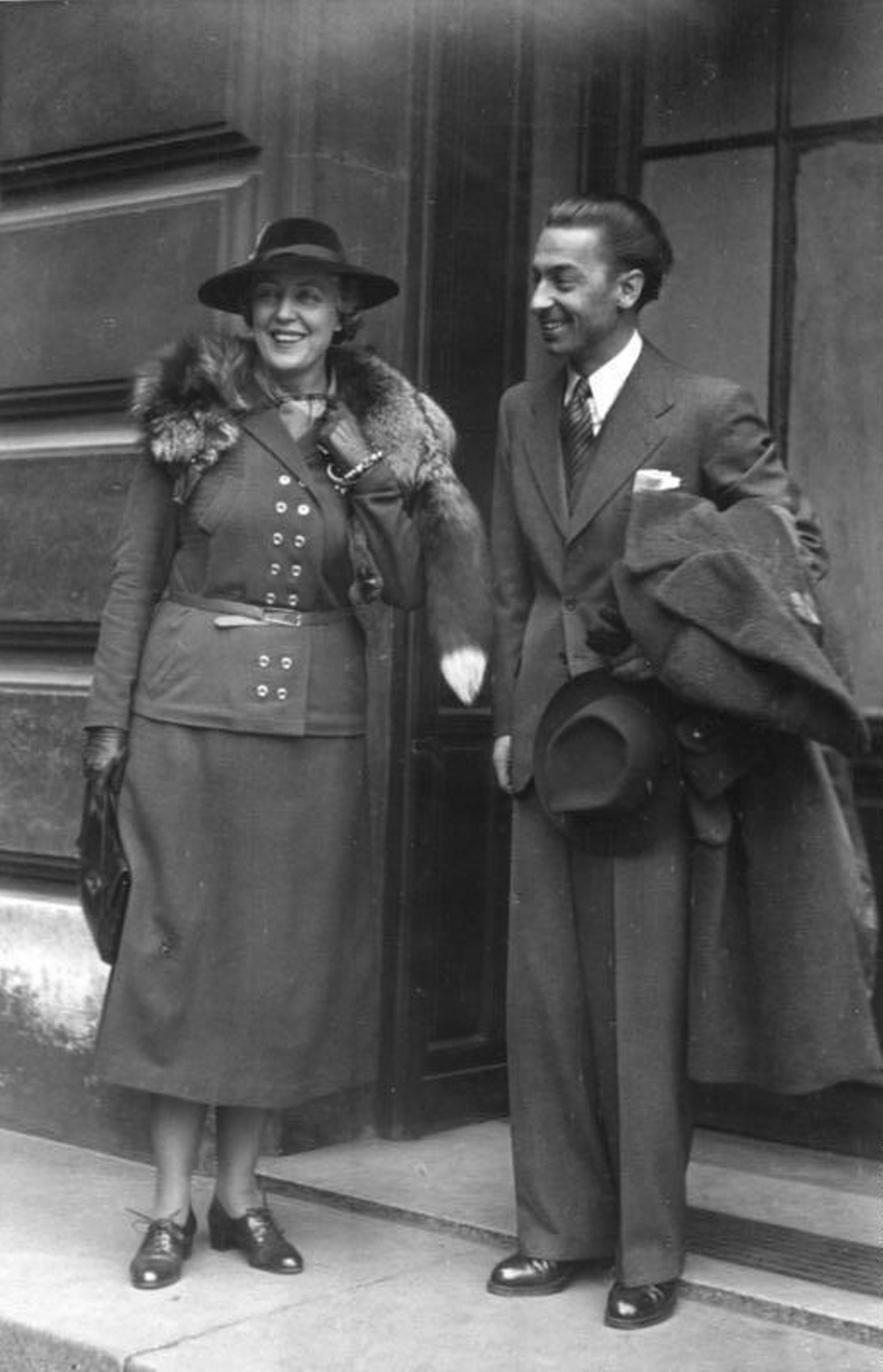
Germaine Lubin et Herbert von Karajan le 17 mai 1941, devant l'entrée des artistes de l'Opéra de Paris, où il s'apprête à diriger L'Enlèvement au Sérail de Mozart.

Après la défaite, Jacques Rouché essaye de rouvrir l'Opéra et invite Germaine Lubin à revenir chanter Alceste. C'est elle qui le 28 octobre 1940, dans le rôle de Léonore, inaugure le premier opéra allemand chanté à Paris sous occupation, Fidelio. Suit le 24 février 1941 la représentation du Chevalier à la Rose, où elle est une Maréchale admirée du général Hans Speidel, qui huit mois plus tôt, le 28 juin 1940, faisait visiter Paris à Hitler et huit mois plus tard, le 22 octobre 1941, commencera la série d'exécution d'otages. Introduit auprès d'elle par le journaliste allemand Hans Joachim Lange, il est là tous les soirs.
Le 22 mai 1941, elle chante à nouveau Isolde encore une fois au côté de Max Lorenz mais avec la troupe de la Staatsoper de Berlin en visite à Paris, sous la direction de Herbert von Karajan. La représentation célèbre le jour anniversaire de la naissance de Richard Wagner (né le 22 mai 1813). Elle a lieu en présence de Winifred Wagner, qui l'avait reçue à Bayreuth, et s'inscrit dans un programme de propagande collaborationniste organisée par le secrétaire d'État Fernand de Brinon. Germaine Lubin devient une des vedettes de Radio Paris puis de Radio nationale. Elle ne rompt pas ses amitiés nouées avant-guerre avec des Allemands.
Le 1er août 1942, elle se produit au musée de l'Orangerie lors d'un concert clôturant l'exposition d'Arno Breker, sculpteur quasi officiel de l'idéologie nazie. Pour bien marquer en cette occasion la collaboration culturelle franco-allemande et le dépassement des conflits grâce à la musique, elle est accompagnée par le Français Alfred Cortot quand elle chante des lieder en allemand et par l'allemand Wilhelm Kempff quand elle chante en français des mélodies. Elle déclarera après-guerre avoir accepté cette participation pour obtenir la libération de Maurice Franck, chef des chœurs de l'Opéra tombé sous le coup du « statut des Juifs », qui bénéficie du soutien d'un comité d'artistes et est effectivement libéré du camp de Royallieu, mais en ce mois d'août 1942, c'est par une amitié toute personnelle qu'elle accepte l'invitation de Wilhelm Kempff d'accompagner celui ci dans son retour vers la Lanhaus de Potsdam qu'il habite avec sa famille, en face de Cecilienhof. Le virtuose répondra à son invitation de séjourner au château de La Carte, castelet qu'elle possède à Ballan-Miré, en Touraine, et qui avait été, au XIIIe siècle, la résidence du futur pape Martin IV avant d'être reconstruite au XVIe siècle.

### Condamnation et exil (1944-1950)
En 1944, après la Libération, Germaine Lubin, comme Marie Laurencin ou Betty Bouwens, épouse de Ramon Fernandez, est arrêtée et emprisonnée à Drancy. Si elle échappe au sort de la seconde, qui a été tondue, elle n'a pas les appuis de la première, sauvée par Marguerite Donnadieu (Duras). Des charges de collaboration avec l'ennemi sont retenues contre elle et elle est transférée à Fresnes.
À l'issue de son procès, en décembre 1946, elle est lavée de cette seule accusation mais pas d'avoir livré à la Gestapo son jardinier et sa femme, qui étaient des sympathisants de la Résistance. Son argument que ces domestiques lui servaient d'intermédiaires pour aider des individus persécutés par le régime ne convainc pas. Si elle a en effet pu avancer les témoignages de plusieurs personnes qu'elle avait aidées pendant la guerre, elle n'en est pas moins frappée d'indignité nationale à vie, dans un contexte politique appelant à « apaiser la tension populaire ». Elle est interdite de séjour en France et ses biens sont confisqués. En 1947, après trois années de prison, elle trouve refuge chez des amis en Suisse, puis en Italie.
Pour sa part, elle continuera de nier tout lien avec l'Allemagne nazie, et gardera une grande amertume de la façon dont le gouvernement français l'a traitée. Elle dit un jour : 

« J'ai souffert d'une énorme injustice. Mon propre peuple m'a volé dix ans de carrière ! C'est un fait que je connaissais certains Allemands quand ils sont venus à Paris pendant l'Occupation. Cela a donné à mes ennemis une occasion de satisfaire leur jalousie... Si j'ai vu les Allemands à Paris - et ils ont été plus que corrects avec moi – c'était pour sauver mes compatriotes. C'était ma façon de servir mon pays dans ce moment difficile. Personne ne saura combien de prisonniers j'ai fait libérer... Quand j'ai passé trois ans en prison, on a confisqué mon château à Tours avec mes biens. Quelqu'un s'est-il donné la peine de me demander pourquoi je n'ai pas accepté les invitations de Winifred Wagner pour chanter en Allemagne pendant l'Occupation ? Mais mon procès n'a été rien d'autre qu'une basse vengeance : j'ai été complètement effacée. Il est vrai qu'on m'a rendu la plus grande partie de ce qu'on m'avait pris. »

Elle déclarera dans un entretien donné au Quotidien de Paris en 1974 : « Je crois qu'on m'a fait payer très cher les dons que j'avais reçus et que je n'ai pas su faire oublier ».

### Professeur de chant à Paris (1950-1979)
Après-guerre, Paul Géraldy, qui eut pour maîtresse la secrétaire de Jean Moulin, s'active pour réduire la peine de Germaine Lubin et le 30 mai 1949 la condamnation à l'indignité nationale à vie est ramenée à cinq ans. En 1950, les biens de la cantatrice lui sont en partie restitués et l'interdiction de séjour est limitée au département d'Indre-et-Loire. En 1953, elle cède à l'État son château tourangeau de La Carte.
Après une tentative de retour sur scène dans le domaine de la mélodie (Schumann, Brahms, Hugo Wolf, Fauré, Duparc...) qui la voit se produire en récital en 1952 à Zurich, Genève et Paris, Germaine Lubin renonce. Sa voix n'est plus ce qu'elle avait été et le suicide de son fils la touche profondément. Dans son appartement parisien du 5 quai Voltaire, elle se consacre à l'enseignement du chant. Elle forme notamment Régine Crespin, Udo Reinemann, Jocelyne Taillon et Nadine Denize.
En mars 1977, manifestant son soutien à la démarche de Mgr Ducaud-Bourget, elle participe, aux côtés de Michel Droit, Jean Dutourd, Paul Guth, Louis de Funès, Gabriel Matzneff, Laurent Terzieff et d'autres figures du monde des Lettres ou du spectacle, à l'occupation de l'église Saint-Nicolas-du-Chardonnet par des catholiques traditionalistes.
Elle continue son activité d'enseignement jusque peu avant sa mort. Elle est enterrée à Tours dans l'anonymat le plus complet.

## Créations
- Guy-J. Ropartz : Le Pays : rôle de Koethe (1913) à l'Opéra-Comique de Paris
- Max d'Olonne : "Le Retour" : Blanche (1919) à l'Opéra de Paris
- Vincent D'Indy, La Légende de saint Christophe: Nicea (1920)
- Henri Rabaud : La Fille de Roland : Berthe (1922) à l'Opéra de Paris
- Richard Strauss : Rosenkavalier : Octavian (1927) à l'Opéra de Paris
- Darius Milhaud, Maximilien: L'Impératrice Charlotte (1932)
- Richard Strauss, Elektra (25 février 1932, création en France).
- Paul Dukas : "Ariane & Barbe-Bleue" : Ariane à l'Opéra de Paris 1935
- Henri Sauguet, La Chartreuse de Parme - rôle : Gina, duchesse Sanseverina (1939)
- Richard Strauss : Ariadne auf Naxos : Ariadne à l'Opéra-Comique (1943)

## Discographie
Germaine Lubin enregistra des parties de son répertoire en 1929 et 1930, notamment des rôles comme Elisabeth de Tannhäuser, Sieglinde de Die Walküre, Brünehilde de Siegfried de Wagner, Götterdämmerung, scène finale, de R. Wagner, Tosca de Puccini, Der Freischütz, air d'Agathe de Carl Maria von Weber et Faust, Ballade de Marguerite, de Charles Gounod, Sigurd d'Ernest Reyer, ainsi qu'un aria de la Cantate de la Pentecôte (J.-S.Bach), une mélodie sur une étude de Chopin (Tristesse, paroles de Félia Litvinne), quelques mélodies de Schubert, Schumann et Fauré. Parmi ses derniers enregistrements en 1944, deux mélodies de Jacques Leguerney et Blangini en duo avec le jeune Gérard Souzay. Dans les années 1950, elle enregistra deux mélodies d'Hugo Wolf. En tout, elle laissa plus d'une vingtaine de mélodies enregistrées.
La dernière parution de la quasi-totalité du legs discographique de Germaine Lubin est republié sous le titre Her Finest Recordings en 2012, par le label Andromeda (ANDRCD9113). En 2020, The Complete Recordings est édité par le label Marston.
- Bach, Cantate de la Pentecôte no 68
- Blangini, Duo : Per valli, per boschi - Gérard Souzay (Odeon)
- Chopin, Tristesse (Étude op. 10 no 3 arr. Fella Litvinne - Jeanne Krieger, piano (1930)
- Debussy, Je tremble en voyant ton visage (1954)
- Durante, Virgin' tutto amore (1954)
- Fauré, Au bord de l'eau (Odeon)
- Gounod, Il était un roi de Thulé (Faust)
- Leguerney, Signes (Odeon)
- Puccini, Vissi d'arte ; Notre doux nid (Tosca)
- Reyer, Sigurd (acte III) (Odeon)
- Schubert, Der Erlkönig - Éric Itor Khan, piano (décembre 1938, Odeon)
- Schumann, Liebeslied, op. 51 no 5 - Éric Itor Khan, piano (décembre 1938)
- Schumann, Lied der Suleika - Éric Itor Khan, piano (décembre 1938)
- Wagner, Elsas Traum (Elsa, extrait de Lohengrin acte I, sc. 2) - Henri Defossé (1929, Odeon)
- Wagner, Elisabeths Begrüssen (Elisabeth, extrait de Tannhäuser, acte II, sc. 1) - Henri Defossé (1929, Odeon)
- Wagner, Liebestod (Isolde, extrait de Tristan und Isolde, acte III, sc. 3) - Henri Defossé (19 décembre 1929, Odeon)
- Wagner, Liebestod (Isolde, extrait de Tristan und Isolde, acte III, sc. 3)- Orchestre du festival de Bayreuth, Victor de Sabata (concert 1939)
- Wagner, Ein Fremder (Sieglinde, extrait de Die Waküre, acte I, sc. 3 - Henri Defossé (1929)
- Wagner, Helligster Minne höchste Not (Sieglinde, extrait de Die Waküre, acte I, sc. 3 - Henri Defossé (1929)
- Wagner, Ewig war ich... (Brünnhilde, extrait de Siegfried, acte III, sc. 3 - Henri Defossé (1929, Odeon)
- Wagner, Brünnhilde Schlussgesang (Brünnhilde, extrait de Die Götterdämmerung, acte III, sc. 3 - Henri Defossé (1929)[31]
- Weber, Wie nahte mir des Schlummer (Agathe, extrait de Der Freischütz, acte 2, sc. 2) (1927)[32]
- Wolf, Num wand're Maria (1954)
- Wolf, Um Mitternacht (1954)
- Wolf, Verborgenheit (Odeon)